# Code du sportif
Ne doit pas être confondu avec code du sport (France).
Le code du sportif est un document rédigé en 1992 pour fixer des règles applicables aux sportifs.

## Historique
Le code du sportif est rédigé en 1992 par l'Association française pour un sport sans violence et pour le fair-play (AFSVFP) à la suite du colloque de Joinville intitulé L'esprit sportif et les jeunes.
En 1995 le Comité national olympique et sportif français (CNOSF) adopte les sept règles morales du code du sportif en qualité de références pour fonder son code général de déontologie du sport.

## Contenu
En application de ces règles, tout sportif, débutant ou champion, s’engage à :
- se conformer aux règles du jeu ;
- respecter les décisions de l’arbitre ;
- respecter adversaires et partenaires ;
- refuser toute forme de violence et de tricherie ;
- être maître de soi en toutes circonstances.
- être loyal dans le sport et dans la vie ;
- être exemplaire, généreux et tolérant.